# Communauté de communes des trois A: A20, A89 et Avenir
Die Communauté de communes des trois A: A20, A89 et Avenir ist ein ehemaliger französischer Gemeindeverband (Communauté de communes) im Département Corrèze und der Region Limousin. Er wurde am 12. Dezember 2002 gegründet.

## Mitglieder
| - Donzenac - Estivaux - Orgnac-sur-Vézère - Sadroc - Saint-Bonnet-l’Enfantier - Saint-Pardoux-l’Ortigier - Vigeois |